# Stawiska (Mazovie)
Pour les articles homonymes, voir Stawiska.
Stawiska (prononciation : [staˈviska]) est un village situé dans la gmina de Grębków de la Powiat de Węgrów et dans la voïvodie de Mazovie dans le centre-est de la Pologne.
Il se situe à environ 3 kilomètres au sud-ouest de Grębków, 19 kilomètres au sud-ouest de Węgrów, et 62 kilomètres à l'est de Varsovie.

## Histoire
De 1975 à 1998, le village appartenait à la voïvodie de Siedlce.